# Hopesay
Hopesay est une paroisse civile et un village du Shropshire, en Angleterre.